# Бычий глаз (почтовая марка)
«Бы́чий глаз» (порт. Olho-de-boi) — филателистическое название первых стандартных марок Бразилии с рисунком «большая цифра номинала в лежащем овале», вышедших в обращение 1 августа 1843 года.

## История
Бразилия — вторая в мире и первая на американском континенте страна, применившая для оплаты корреспонденции почтовые марки. В 1842 году руководители почтовой администрации Рио-де-Жанейро заказали лондонской полиграфической фирме «Перкинс Бэкон» изготовить рисунки первых бразильских марок и клише для их печатания. 19 мая 1843 года шесть печатных досок были переданы уполномоченным заказчика.
Печатались марки в государственной типографии Рио-де-Жанейро. Из-за овального рисунка первые марки Бразилии впоследствии были названы «бычьими глазами».

## Описание
Марки чёрного цвета достоинством 30 (тираж 1 148 982 экземпляров), 60 (тираж 1 502 142) и 90 (тираж 349 182) рейсов. Рисунок марок представляет собой овал с тонким внутренним орнаментом, в середине которого крупные цифры номиналов. Чтобы избежать подделок, цифры номинала печатались с использованием машинной гравировки, как это уже практиковалось на бумажных банкнотах Бразилии. На почтовых миниатюрах отсутствуют какие-либо надписи, поскольку вначале марки предназначались только для оплаты корреспонденции внутри страны.
Три печатные доски были изготовлены для печатания с них листов, состоящих из 54 марок всех трёх номиналов по 18 штук каждого достоинства. Они располагались в три ряда по шесть марок. Верхние 18 марок имели номинал 30 рейсов, средние — 60 рейсов и нижние — 90 рейсов. Каждая марка отделялась от соседней 4-миллиметровым полем, посередине которого были нанесены чёрные линии для указания места разрезания. Группы марок разных номиналов разделялись более широким, 8-миллиметровым полем с дополнительной горизонтальной чёрной линией. С трёх других досок печатались листы, состоявшие из 60 марок одного номинала. Одна доска использовалась для 30-рейсовых марок, а две — для 60-рейсовых.
Вследствие несовершенства полиграфической базы марки были отпечатаны красками различной густоты, что привело к многочисленным оттенкам — от серого до чёрного с глянцем. Различаются они и по цвету бумаги. Известны марки желтоватого и голубоватого оттенков. Более редкими считаются марки первой части тиража, которые отличаются ясной, чёткой печатью на желтоватой бумаге.
Оценочная стоимость марок на 2004 год (по данным бразильского каталога RHM):
| Марка     | Чистая | Гашёная |
| --------- | ------ | ------- |
| 30 рейсов | $5000  | $750    |
| 60 рейсов | $2000  | $400    |
| 90 рейсов | $5000  | $1600   |